# San Salvador
San Salvador (špansko: Sveti Odrešenik, okrajšano tudi San Sivar) je glavno mesto Salvadorja in istoimenskega departmaja v upravni delitvi te srednjeameriške države. Mestna občina ima približno četrt milijona prebivalcev, širše metropolitansko območje, ki ga obsega departma, pa je s skoraj 1,8 milijona prebivalcev (po napovedi za leto 2015) eno največjih urbanih središč Srednje Amerike.
Mesto stoji približno v sredini države, v dolini Valle de las hamacas, ki jo obkrožajo ognjeniški vrhovi. Vzhodno od njega teče reka Acelhuate, ki se izliva v veliko ognjeniško jezero Ilopango nekoliko dlje proti vzhodu. Je politično in finančno središče Salvadorja in tudi širše regije, tu ima sedež vlada ter več pomembnih finančnih ustanov.
Njegova zgodovina sega v 16. stoletje, ko so Španci podjarmili lokalna plemena. Ustanovil ga je leta 1525 konkvistador Pedro de Alvarado, dve desetletji kasneje je dobil status mesta. Skozi kolonialno obdobje je bil San Salvador lokalna prestolnica, leta 1839 pa je postal glavno mesto nedolgo prej osamosvojenega Salvadorja. Cvetel je na račun prihodkov od pridelave kave, v drugi polovici 20. stoletja pa ga je skupaj s preostankom države prizadela državljanska vojna, ki je trajala od zgodnjih 1980. let do podpisa premirja med vladnimi silami in levičarskimi gverilskimi skupinami leta 1992. V novejši zgodovini ga je prizadelo tudi več močnejših potresov. Kljub temu ohranja velik razkorak v kakovosti življenja napram podeželju, kjer vlada precejšnja revščina.